# Leptasteron
Leptasteron är ett släkte av spindlar. Leptasteron ingår i familjen Zodariidae.
Kladogram enligt Catalogue of Life:
| Leptasteron | \| \| Leptasteron platyconductor \| \| \| \| \| \| Leptasteron vexillum \| \| \| \| |
|             | \| \| Leptasteron platyconductor \| \| \| \| \| \| Leptasteron vexillum \| \| \| \| |
|             | Leptasteron platyconductor                                                          |
|             |                                                                                     |
|             | Leptasteron vexillum                                                                |
|             |                                                                                     |